# Nathan Aké
Nathan Benjamin Aké, född 18 februari 1995 i Haag, är en nederländsk fotbollsspelare som spelar för Manchester City i Premier League.
Aké har representerat Nederländerna i både U17 och U19-landslaget där han varit lagkapten. Han spelar som försvarare men kan spela som defensiv mittfältare och även vänsterback.

## Klubbkarriär
Aké gjorde sin debut i A-laget för Chelsea FC den 26 december 2012 mot Norwich borta där han endast var 17 år gammal. Den 27 februari 2013 startade Aké för första gången i Chelsea i en FA-cup match mot Middlesbrough där Chelsea vann 2-0. Aké spelade från start som defensiv mittfältare i kvartsfinalen i Europa League borta mot Rubin Kazan. Han hoppade in i andra mötet i semifinalen mot Basel där han byttes in istället för David Luiz. Han satt på bänken i Europa League finalen när Chelsea besegrade Benfica med 2-1 efter ett sent avgörande. Aké gjorde sin första Premier League start i den sista omgången mot Everton hemma där Chelsea vann med 2-1. Aké blev utsedd till Chelsea Young Player of the Year 2012/2013.
Den 30 juni 2017 skrev Aké på ett permanent kontrakt med Bournemouth dit han var utlånad till under säsongen 2016/2017 från Chelsea.
Den 5 augusti 2020 skrev Aké på ett femårskontrakt för Manchester City. Klubben uppges betalat drygt 460 miljoner kronor för den nederländska mittbacken.

## Meriter

### Chelsea
- Europa League: 2012/2013 (1)
- Engelska Ligacupen: 2014/2015 (1)

### Manchester City
- Premier League: 2020/21, 2021/22, 2022/23, 2023/24 (4)
- UEFA Champions League: 2022/23 (1)
- FA-cupen: 2022/23 (1)
- Ligacupen: 2020/21 (1)
- UEFA Super Cup: 2023 (1)
- Klubblags-VM: 2023 (1)

### Individuellt
- Chelsea Young Player of the Year: 2012/2013
- Watford Young Player of the Season: 2015/2016
- AFC Bournemouth Supporters Player of the Season: 2017/2018